# Achias comptus
Achias comptus är en tvåvingeart som beskrevs av Mcalpine 1994. Achias comptus ingår i släktet Achias och familjen bredmunsflugor. Inga underarter finns listade i Catalogue of Life.